# Черепиця

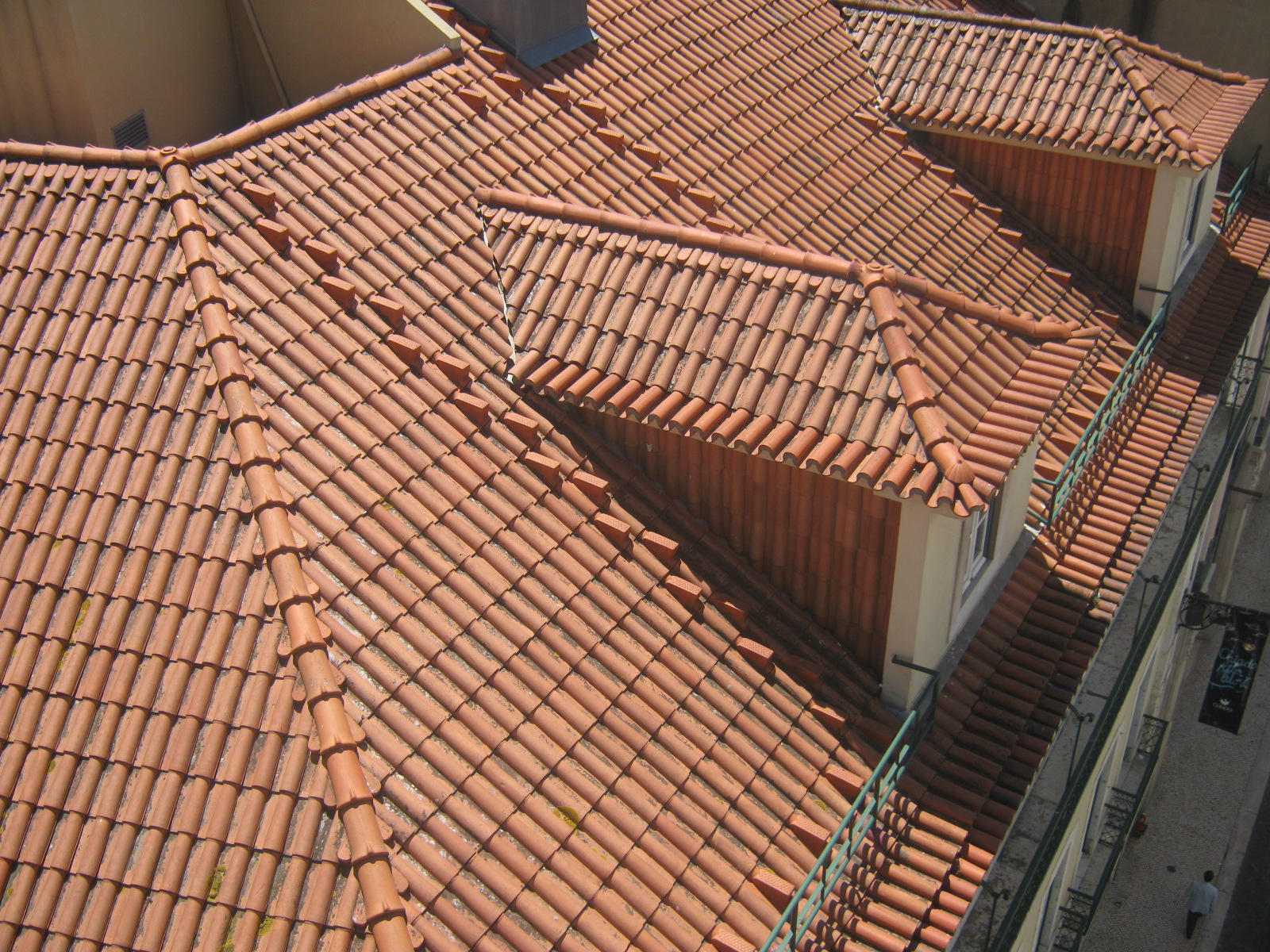
Дахівкове покриття будинку у Лісабоні, Португалія

Черепи́ця, також дахі́вка — збірне поняття на позначення виду будівельних покрівельних матеріалів, що має вигляд випалених глиняних і цементових жолобчастих пластинок або плиток.
Черепиця є пористим матеріалом, котрий активно дихає, пропускає водяну пару і не протікає, хоча поглинає воду. За відсутності опадів вона швидко висихає. При технологічній обробці глини з відповідним мінералогічним і гранулометричним складом отримують структуру кераміки з потрібною орієнтацією зерен та допустимим діаметром пор. Це забезпечує морозостійкість черепиці. Висока морозостійкість дає змогу використовувати керамічну дахівку за будь-яких кліматичних умов. Вона вогнетривка, тобто не горить, на відміну від більшості покрівельних матеріалів, надзвичайно стійка до агресивних (кислотного, лужного або загазованого) середовищ, а також до ультрафіолетового випромінювання, що забезпечує сталий колір покриття.

## Термінологія

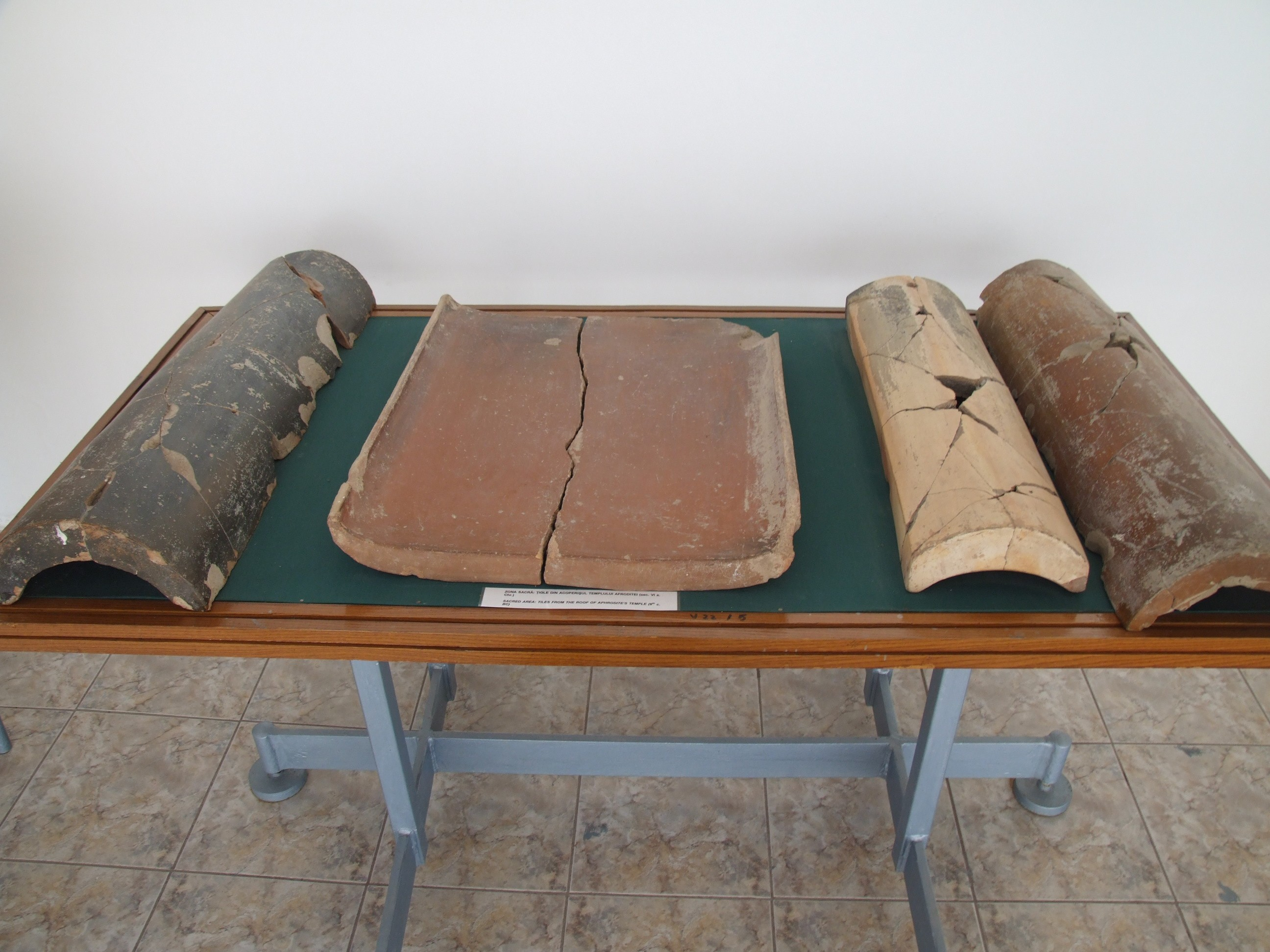
Давньогрецька черепиця

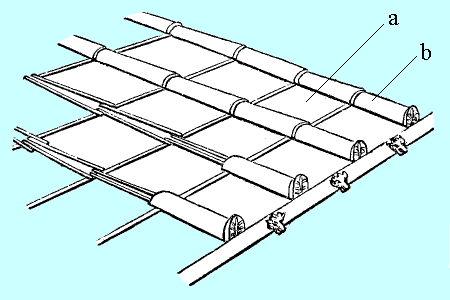
Плоска й жолобчаста антична черепиця

Термін черепиця пов'язаний з череп (первісне значення — «глиняний горщик»), черепок (уламок, осколок розбитого глиняного, фарфорового, фаянсового та ін. виробу), у Словарі української мови Б. Д. Грінченка «черепицею» називається шар бракованого посуду, використовуваний як підставка під випалювані вироби в гончарній печі. Дещо подібно називається матеріал у деяких інших слов'янських мовах: рос. черепица, серб. цреп/crep, хорв. crijep; зі слов'янських походять його назви в узбецькій (cherepitsa), литовській (čerpė) та угорській (cserép) мовах. Інша назва дахівка пов'язана з дах (як пол. dachówka та біл. дахоўка); у Грінченка слово «дахівка» не згадується, в СУМ-11 слово тлумачиться як «покрівельний матеріал».

## Історія

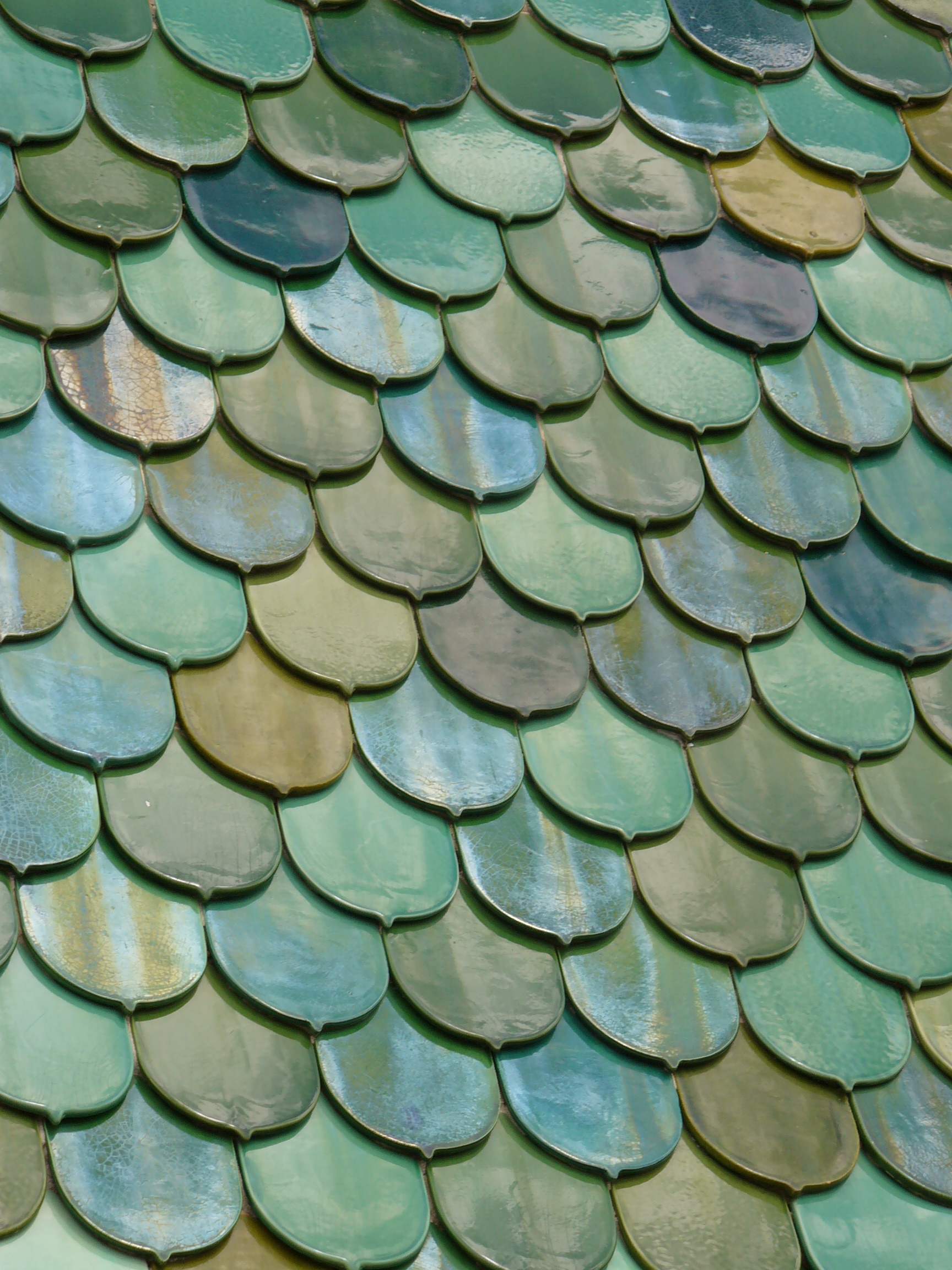

Історія керамічної черепиці налічує кілька тисячоліть. Нею крили дахи вже у Стародавньому Римі та Стародавній Греції]. Власник цегельні Мілой в Аргосі (Греція) у 2300 р. до н. е. використовує для покриття власного будинку першу черепицю, а у 450 р. до н. е. в Римі виготовляють «коринфську» дахівку. Антична черепиця була двох видів: плоска (tegula) і жолобчаста (imbrex).

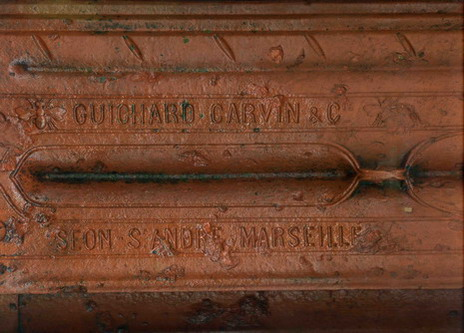
Черепиця поч. 20 ст. з тавром Guichard Carvin & C Seon S Andre Marseille, знайдена в Маріуполі.

Довгий час цей матеріал мав лиш одну ваду — щоб покрівля не протікала, черепицю треба було встановлювати, накладаючи одну на одну, як риб'ячу луску, до того ж у кілька шарів. 1840 року брати Джилардоні винайшли спеціальну профільовану черепицю, що дозволило ефективно використовувати майже всю її поверхню, та ще й крити в один шар, а спеціальні виступи та пази робили таке покриття надзвичайно міцним. У 1850 році компанія братів Джилардоні розробила ще досконаліші варіанти черепиці з подвійним блокуванням, яка незабаром отримала найвищі нагороди Всесвітніх виставок у Парижі 1855, 1867, 1889 і 1900 років.
На теренах України черепиця використовувалася здавна. Під час розкопок комарівського поселення виявлено горно та дахівку, яка датується кінцем ІІ ст. н. е. або початком ІІІ ст. н. е. Знайдена черепиця відзначається високим рівнем випалу, її форма чотирикутна, товщина
1,5—2 см.
Вже на початку XV сторіччя у Львові виготовлялася черепиця для покриття оборонних споруд: веж та ґанків на мурах. Найімовірніше це була черепиця з червонопаленої глини. У XVII ст. будівлі монастиря Бернардинів були покриті червоною полив'яною черепицею «бобровий хвіст» і «карпівка».
В Україні масове виробництво різного ґатунку черепиці було налагоджене галицьким архітектором та підприємцем Іваном Левинським. Він заклав фабрику штучного каменю й черепиці Івана Левинського у 1888 році. Поступово фабрика розбудовується і стає однією з найбільших у Галичині, — спочатку працювало 25 робітників, а у розквіті фабрики — 800.
На початку XX століття в Дрогобичі було спеціально збудовано цегельню Корнгабера, яка виготовляла цеглу для будівництва в'язниці «Бриґідки» нині (Дрогобицька виправна колонія № 40). Цегельня також виготовляляла й червону черепицю, для покрівлі в'язниці.

## Види
Розрізняють такі види черепиць:
- За технологією виготовлення
  - Стрічкова
  - Штампована
- З формою:
  - Плоска
  - Жолобчаста
  - Хвиляста
- За матеріалом:
  - Глиняна (виробляється з пластичних легкоплавких глин, інколи з додаванням шамоту)[22]
  - Цементно-піщана
  - Силікатна (виготовляється з вапняно-піщаного розчину з обробкою виробу в автоклаві)
  - Дерев'яна[23]
  - З термопласткомпозиту
  - Бітумна та м'яка черепиця (зі скловолокна)
  - Полімерпіщана
  - Металочерепиця
- За призначенням:
  - Рядова
  - Гребеняста
  - Плоска
  - Половинчаста
  - Бокова

### Форма черепиці

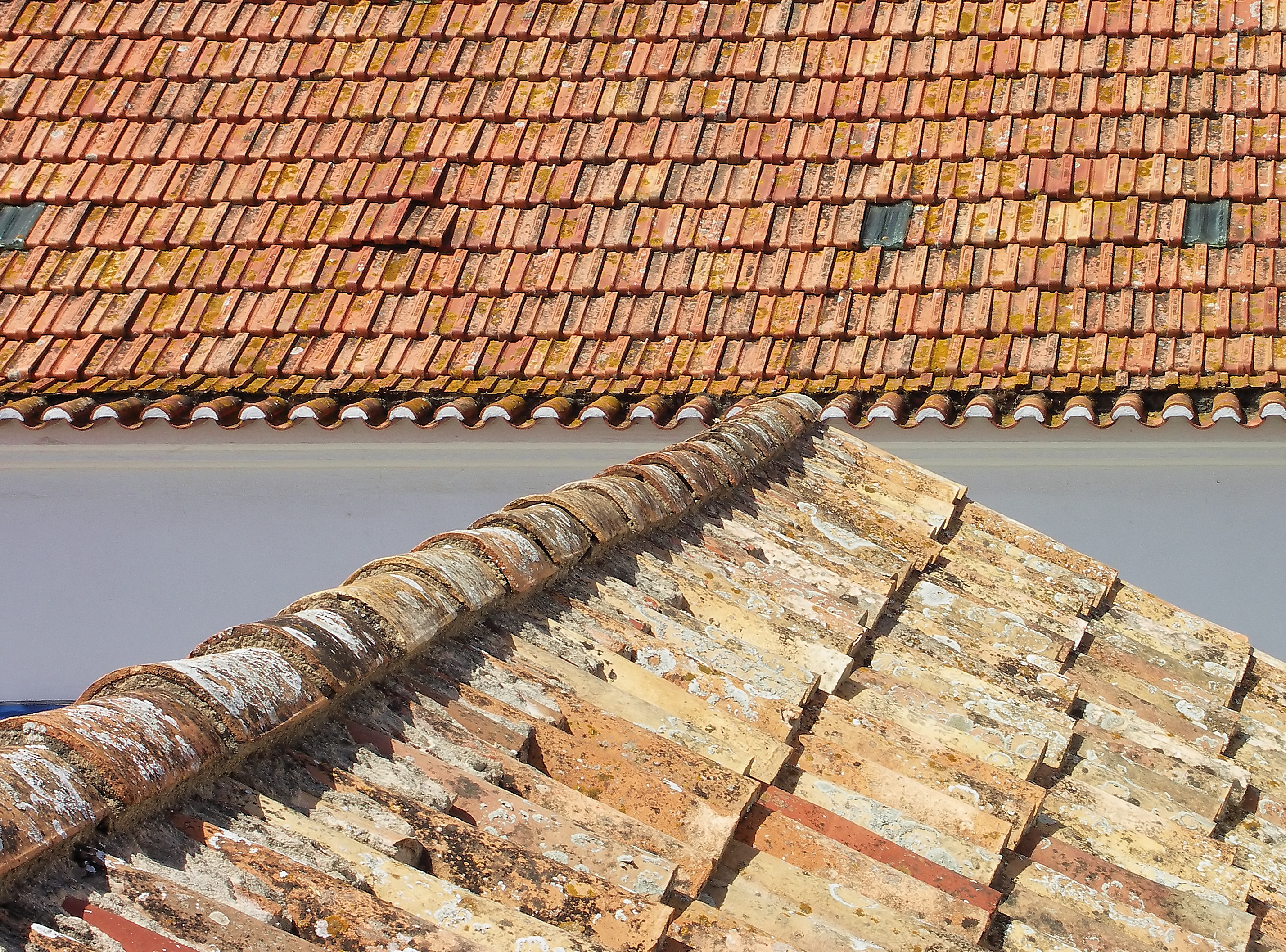
Гребінь даху

За формою та методом пресування, черепиця підрозділяється на пазову (штамповану і стрічкову) та плоску (стрічкову); крім того, для покриття гребенів даху випускається гребенева дахівка.

## Колір

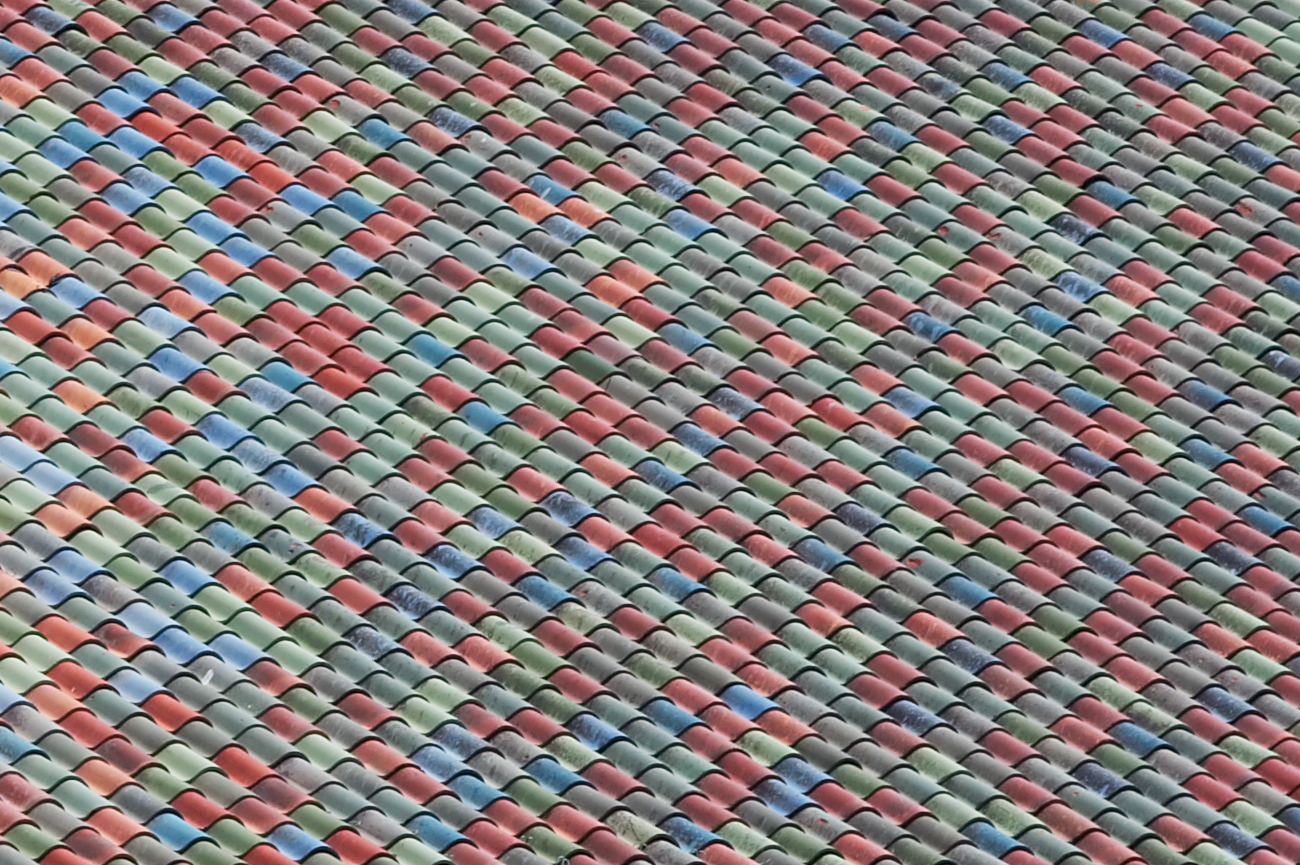
Гра кольорів — елемент архітектурного рішення

Сучасні умови виробництва дають змогу випускати черепицю різних кольорів. Залежно від складу глин і режиму випалювання вона може мати натуральне забарвлення — від чорного до жовто-сірого кольору.

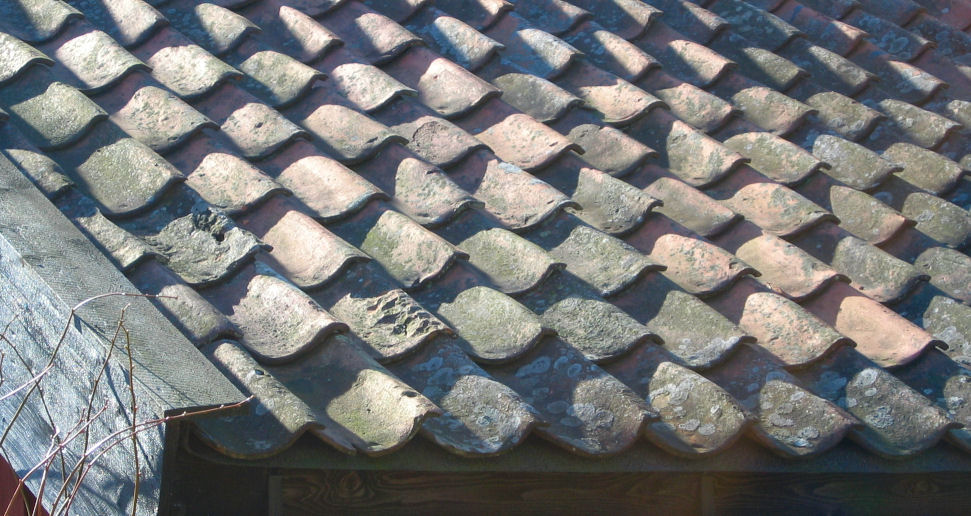
Черепичний дах XVIII ст., Швеція

Крім класичних червоних, коричневих, чорних та кам'яно-сірих відтінків вона може бути блакитного, темно-зеленого, кольору
фісташки, темно-синього, пофарбованою як по всій товщині, так і лише по поверхні. Фарби, які використовують для виготовлення кольорової черепиці, стійкі до атмосферних явищ і не впливають негативно на її міцність.
З декоративною метою дахівка інколи покривають кольоровою глазур'ю або ангобом. Цементна черепиця може бути забарвлена атмосферостійкою фарбою по всій товщі або по поверхні.

## Покриття черепиці
Залежно від вигляду покриття, дахівка буває натуральна (без додаткового покриття), ангобована або глазурована.
- Ангоб — це змішана з водою порошкоподібна глина, в яку додані різні мінеральні речовини, що дають при випаленні відповідні кольори і відтінки. Ангоб мав широке поширення в античному керамічному виробництві.
- Полива (глазур) — склоподібна маса, що містить оксиди металів, яку наносять на поверхню заготовки черепиці перед випаленням. При високих температурах глазур твердне, утворюючи глянсовий захисний шар по всій поверхні дахівки.

## Виробництво черепиці
Процес виробництва керамічної черепиці можна розділити на п'ять етапів — глиняній заготовці спочатку надають форму, її сушать, зверху наносять покриття (ангоб або глазур), за винятком варіанту натуральної черепиці (без додаткового покриття), а потім обпалюють в печі тунельного типу при температурі близько 1 000 °C.
За стандартом глиняна черепиця повинна мати правильну форму, гладку поверхню і рівні краї, якщо ви легко стукнете по ній сталевим молотком — звук має бути чистий, а не уривчастий чи дрижачий.

## Переваги і недоліки черепиці
- Переваги черепиці — довговічність, вогнестійкість, водонепроникність, морозостійкість, екологічність, малі експлуатаційні витрати (не вимагає періодичних фарбувань), не нагромаджує статичної напруги, інертна до біологічної дії, термін служби понад 100 років.
- Недоліки — крихкість і порівняно велика вага; покрівля з черепиці повинна мати крутий схил (більш 22…25°) для стоку води інакше потребує додаткового гідроізоляційного шару під нею.

## Предмет колекціонування
Черепиця з різних епох і майстерень має відмінності. Тому черепиця стародавніх зразків стала предметом колекціонування. Її залюбки збирають приватні колекціонери і музеї архітектури. Справа важлива ще й тому, що черепиця містить тавро майстерень. Важливо це і для реставраційних робіт.
- Відео. Житель Краматорска собрал в гараже коллекцию кирпичей(рос.)
- Відео. «Говорящие кирпичи» Виктора Иванова(рос.)
- 550 старинных кирпичей нашел Виктор Иванов [Архівовано 10 травня 2021 у Wayback Machine.](рос.)
- Время собирать камни [Архівовано 17 лютого 2020 у Wayback Machine.](рос.)
- Відео. Одесский краевед открыл экспозицию на веранде своего дома(рос.)
- Черепичні дахи України

## Галерея

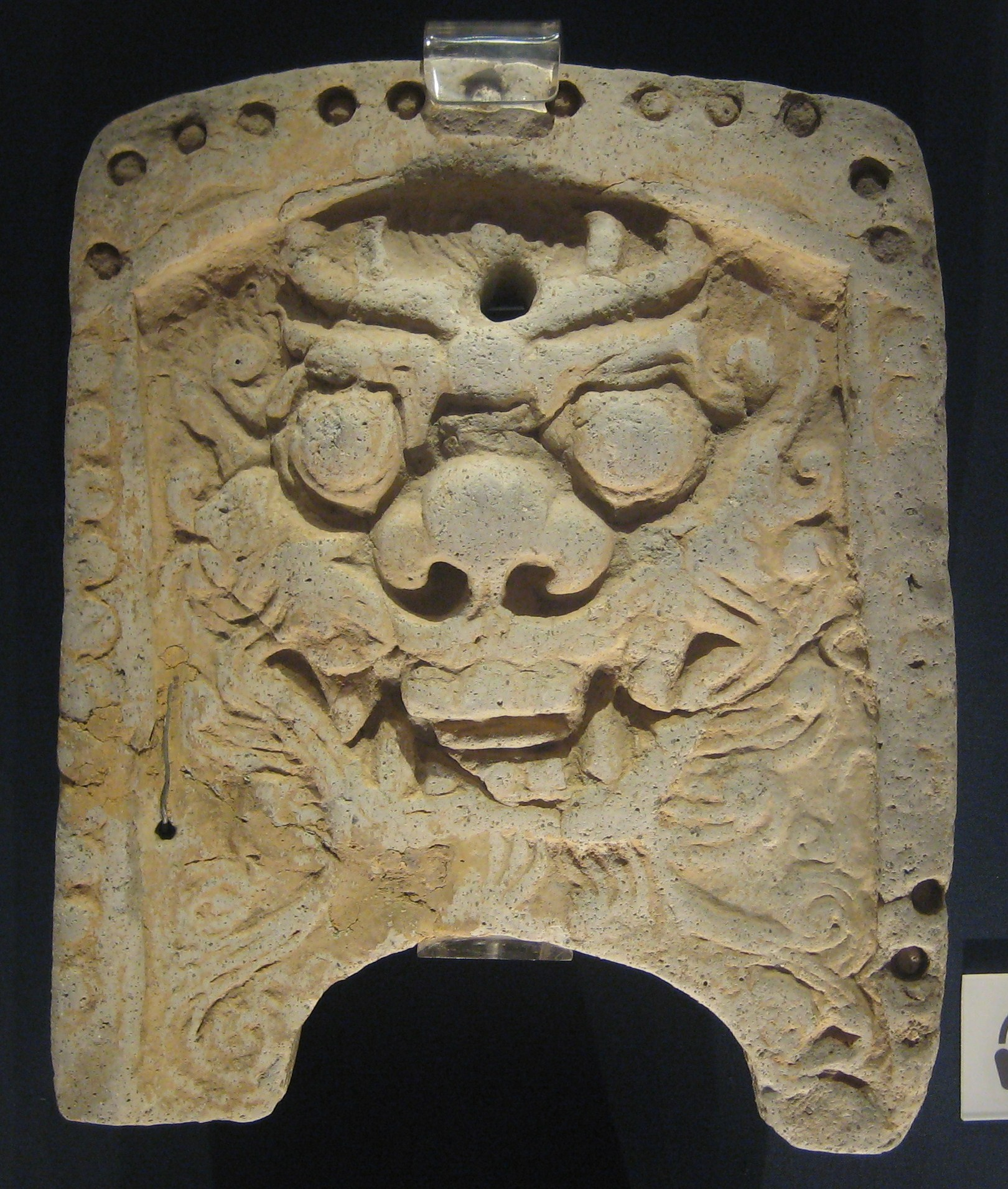
Корейська дахівка, VIII ст. н.е., Британський музей
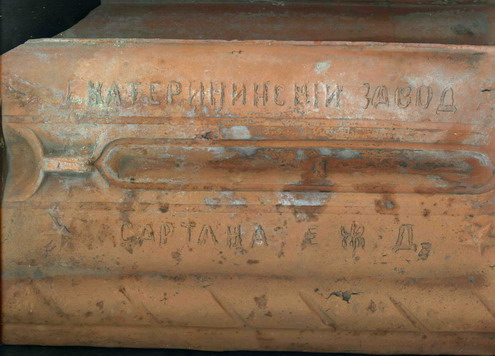
Катерининський керамічний завод, САРТАНА, Маріуполь. Початок 20 ст.
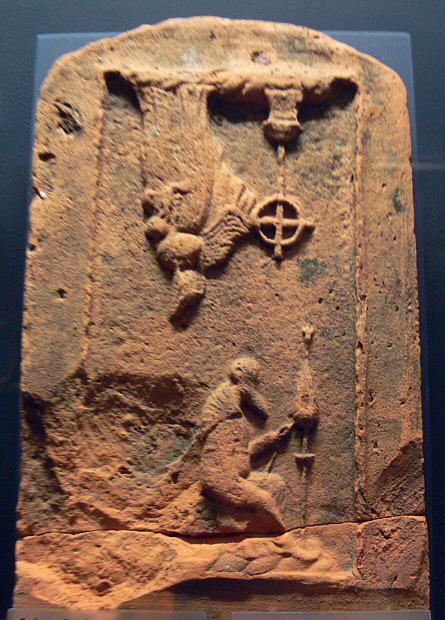
Дахівка з Німеччини з фігурами жінок за прядками
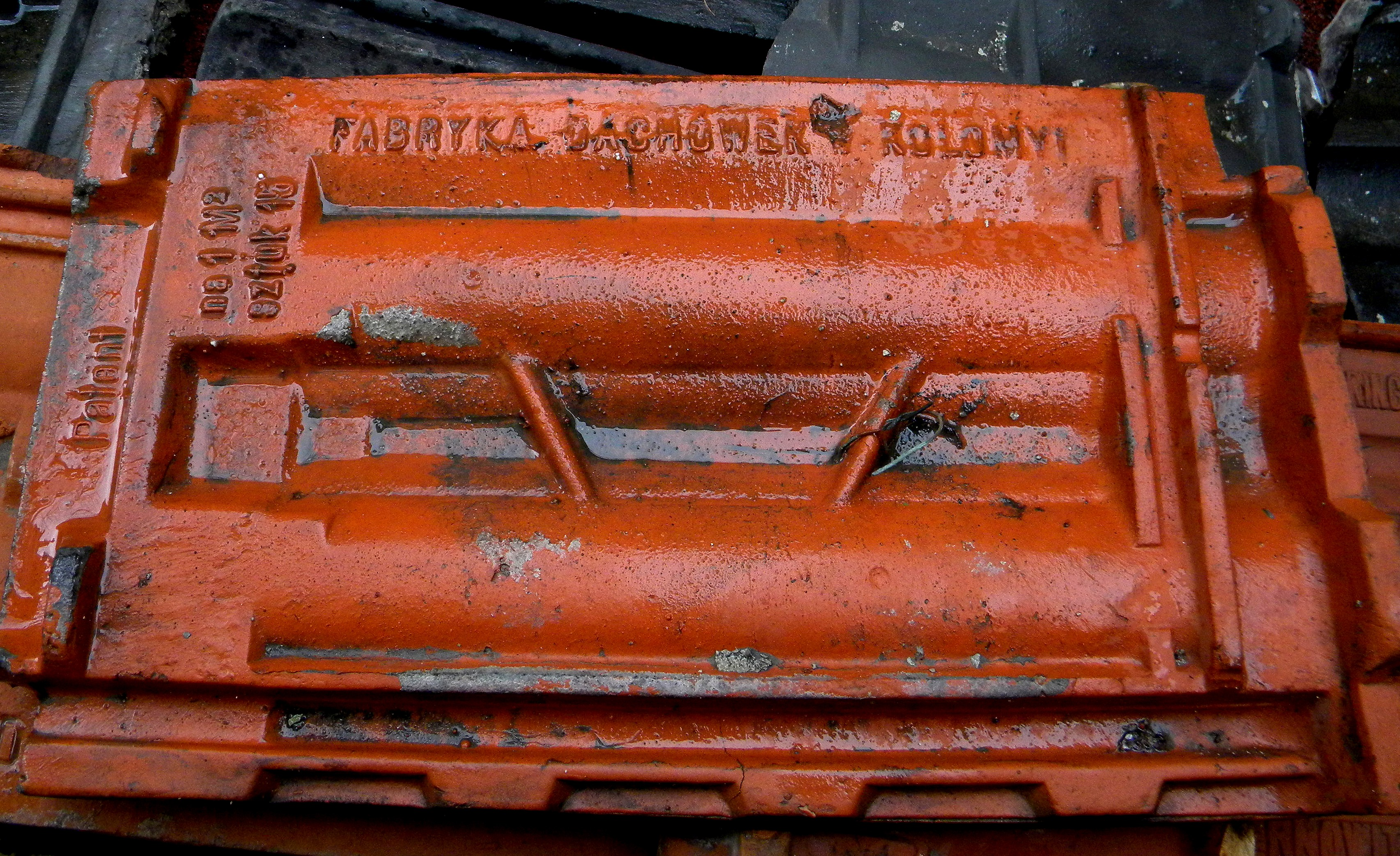
Коломия, дахівка місцевої фабрики, 1930-ті роки
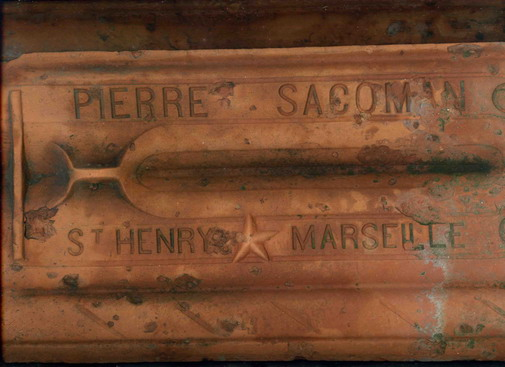
Дахівка, знайдена в Маріуполі, початок 20 ст.
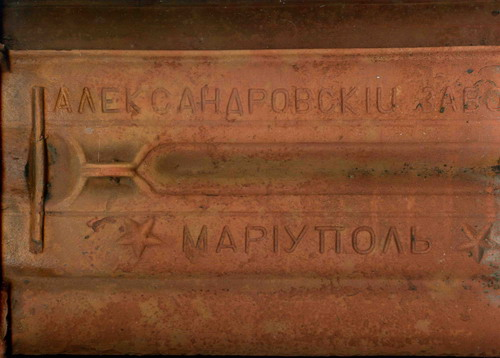
Маріуполь. Александрівський керамічний завод, початок 20 ст.
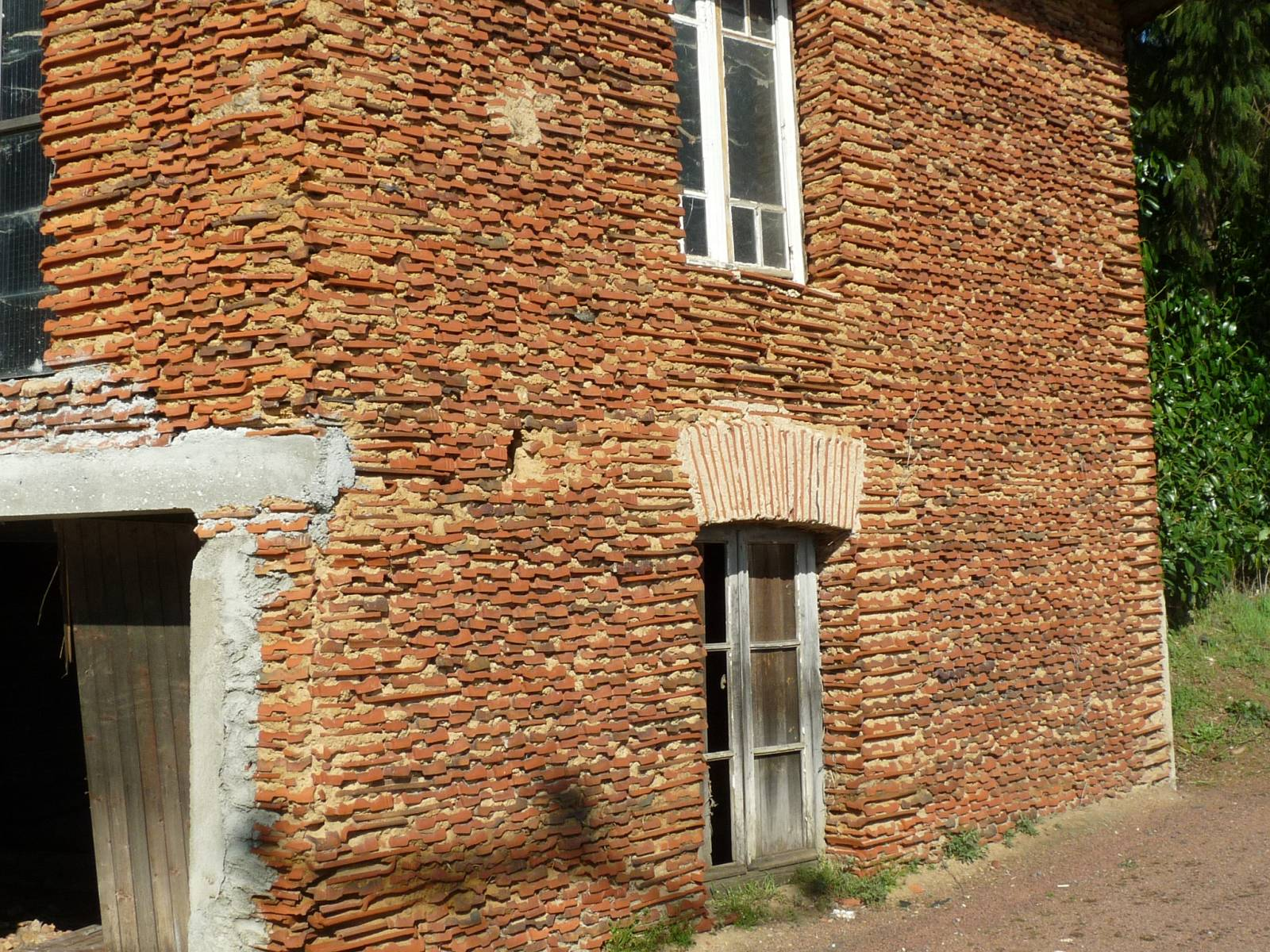
Стара дахівка, використана як цегла, Каринтія
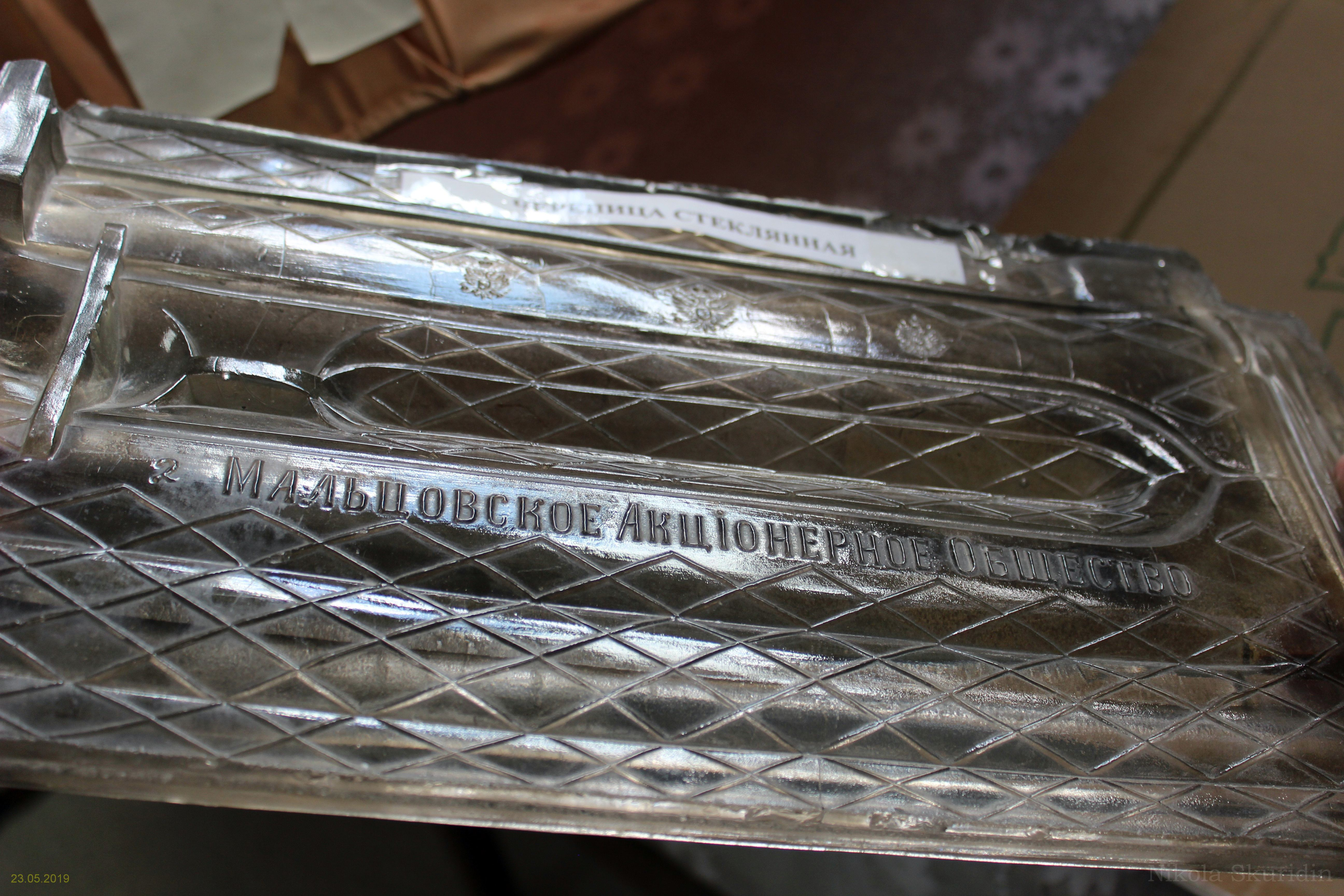
скляна дахівка